# Marie-Émilie Réallon
Marie-Émilie Réallon, née Marie Émilie Ouvrard le 2 mai 1863 à Pons dans le département de la Charente-Maritime et morte dans le 20e arrondissement de Paris le 23 février 1942, est une journaliste française du XXe siècle, connue pendant la Première Guerre mondiale comme l'infirmière des blessés corses.

## Biographie
Marie Émilie Ouvrard, née le 1863 à Pons, est la fille d'André Joseph Ouvrard (né vers 1833), meunier et d'Adèle Giraudeau (née vers 1835).
Elle donne des cours d'anglais dans un établissement parisien, quand elle rencontre Léon Paul Joseph Réallon (1877-1914), professeur de philosophie et de morale. Ils se marient le 15 septembre 1908 dans le 18e arrondissement de Paris, elle a alors 45 ans et perdu ses deux parents.
En 1913, à la suite de la mutation de son mari au collège Paoli de Corte, le couple vient s'installer en Corse. Le 7 juillet 1914, c'est le drame : Léon Réallon meurt d'un arrêt cardiaque en se baignant dans la Restonica et elle se retrouve veuve, seule et sans enfants. Les habitants de Corte l'entourent dans cette épreuve.
Lorsque la Première Guerre mondiale éclate, elle retourne à Paris et s'engage dans la Croix-Rouge française et l'Union des femmes de France. Elle devient infirmière bénévole à l'Hôpital militaire Villemin, qui a annexé le collège Rollin pour en en faire un hôpital complémentaire (HC VL 22). Pendant cinq ans, elle s'occupe des soldats corses blessés en traitement dans les hôpitaux, en les visitant et surtout en écrivant des « Nouvelles des Blessés Corses » dans les journaux de I’île de beauté, comme Le Petit Bastiais et Le Colombo. Sa présence et ses nombreux articles lui valent le surnom « d'infirmière des blessés corses ». Elle parcourt également la France et ses hôpitaux militaires à la rencontre de soldats venant de Corse.
Elle continue à collaborer pour de nombreux journaux pendant l'Entre-deux-guerres, comme Le Colombo, La Corse, Paris-Corse, Paris-Demain, Le Radical de Vaucluse, La Patrie, La Croix de Saintonge et d'Aunis.
Marie Émilie Réallon meurt seule le 23 février 1942 à son domicile, au 215 rue des Pyrénées dans le 20e arrondissement de Paris.

## Distinctions
- Médaille interalliée de la Victoire, août 1921
- Médaille d'honneur de la Mutualité, bronze, 1930[12]